# Katedrála svatého Pavla (Birmingham, Alabama)
Katedrála svatého Pavla je mateřský kostel římskokatolické diecéze Birmingham v Alabamě.

## Historie
Tento kostel, který vyprojektoval americký architekt německého původu Adolphus Druiding, byl postaven roku 1893 ve viktoriánském novogotickém stylu, a to původně jako farní kostel. Titul katedrály získal až roku 1969, kdy byla v Birminghamu zřízena diecéze.
Roku 1955 byl kostel kompletně renovován. Roku 1972 byly provedeny některé strukturální změny, aby kostel odpovídal duchu Druhého vatikánského koncilu.
Roku 1982 byla katedrála zařazena do Národního registru historických míst.
Vitrážní okna v katedrále jsou prací firmy G. C. Riordan & Co. of Cincinnati.